# Будимир Лончар
Будимир Лончар (Преко, код Задра, 1. април 1924 — Преко, код Задра, 1. септембар 2024) био је учесник Народноослободилачке борбе, дипломата и друштвено-политички радник СФР Југославије и СР Хрватске.

## Биографија
Рођен је у породици Иве и Иване Лончар, рођене Шоша. Био је најмлађе од десеторо деце, од којих је само пет преживело рано детињство. Поред њега, ту су били сестра Анастасија и браћа Шиме, Станко и Анте. Његов отац је био бродовласник и поморски трговац. Лончар је гимназију завршио у Загребу и Сплиту. Године 1942. прикључио се Народноослободилачком покрету (НОП). Члан Савеза комунистичке омладине Југославије (СКОЈ) постао је 1943. на предлог свог наставника и одељенског старешине Богдана Огризовића, а Комунистичке партије Југославије (КПЈ) 1945. године.
Током Народноослободилачке борбе, Лончар је обављао дужност члана Котарског комитета за Преко, потом и Окружног комитета СКОЈ-а за Задар. Временом је постао секретар најпре Окружног, а потом и Обласног комитета СКОЈ-а за Далмацију, а налазио се и на месту уредника „Омладинске искре“, под менторством Јуре Каштелана. У току рата је два пута рањен, а из рата излази са чином мајора.
Након ослобођења Југославије, био је на служби у Југословенској армији (ЈА). У Загребу је завршио Војно-политичку школу, а у периоду од 1946. до 1949. године радио је у Министарству унутрашњих послова Народне Републике Хрватске, да би 1950. године прешао у дипломатију. Као дипломата, био је:
- генерални конзул ФНРЈ и саветник у мисији при Организацији уједињених нација (ОУН) у Њујорку, од 1950. до 1956.
- начелник Групе за анализу и планирање у Државном секретаријату за иностране послове ФНРЈ (ДСИП), од 1956. до 1964.
- амбасадор СФРЈ у Индонезији, од 1965. до 1969.
- специјални саветник Савезног секретара за иностране послове СФРЈ, од 1969. до 1973.
- амбасадор СФРЈ у Западној Немачкој, од 1973. до 1977.
- подсекретар за политичка питања у Савезном секретаријату за иностране послове СФРЈ (ССИП), од 1977. до 1979.
- амбасадор СФРЈ у Сједињеним Америчким Државама, од 1979. до 1983.
- заменик Савезног секретара за иностране послове СФРЈ, Раифа Диздаревића, од 1984. до 1987.
- Савезни секретар за иностране послове СФРЈ, од 1987. до 1991.[1][2]

Био је блиски сарадник савезног премијера Анте Марковића. Децембра 1991. године, дао је оставку на положај Савезног секретара за иностране послове СФРЈ.
Након распада СФРЈ, обављао је дужности за Организацију уједињених нација (ОУН) од 1993. до 1996. године, а налазио се и на месту саветника Центра за хуманитарни дијалог у Женеви. Од 2000. до 2010. године, био је саветник председника Стјепана Месића. Био је председник Савета тадашњег председника Републике Хрватске Иве Јосиповића за спољну политику и међународне односе. Такође је обављао дужност председника Дипломатског већа Високе школе међународних односа и дипломатије „Даг Хамаршелд“ у Загребу, од 2010. до 2017. године.